# Javier Ruescas
Javier Ruescas (Madrid, 14 de diciembre de 1987) es un escritor y youtuber español. Es conocido por su influencia y su promoción de la literatura juvenil. Su primera novela conocida fue la trilogía de Cuentos de Bereth (Versátil, 2009).

## Biografía
Javier Ruescas nació el 14 de diciembre de 1987 en Madrid. Siempre le gustó la lectura y comenzó a escribir a la edad de 11 años. 
Se licenció en Periodismo en 2010.
A los 15 años empezó la que sería su primera novela larga titulada Los protectores de Imeth, nunca publicada. Dos años más tarde terminó El zafiro de Keftó, primera, y por el momento única, parte de esta trilogía, que envió a varias editoriales, pero sin obtener resultados. En 2009 pudo por fin publicar su Encantamiento de luna, primera parte de la trilogía Cuentos de Bereth. En 2010 recibió el premio Literatura Joven entregado por la III Feria del Libro de la Sierra Oeste de Madrid. Ese mismo año publicó también Cuentos de Bereth II: La maldición de las musas y Tempus Fugit, ladrones de almas (Alfaguara). En 2011 publicó Cuentos de Bereth III: Los versos del destino. Su obra más conocida apareció en 2013 Play. Junto a Francesc Miralles publicó la novela Pulsaciones.
Con Tempus Fugit comienza a ser conocido en el panorama de la literatura juvenil. En 2011 publica Cuentos de Bereth III: Los versos del destino. En 2012 publica la que será una de sus obras más conocidas: Play (primera parte de una trilogía que continuaría con Show y Live), cuyos derechos han sido comprados para la gran pantalla. Más tarde, publica Pulsaciones, libro que escribe junto con Francesc Miralles, con un formato basado en la mensajería instantánea. Tanto su novela PLAY como Pulsaciones han sido seleccionadas entre las mejores novelas juveniles de 2012 y 2013, respectivamente, según los expertos en Babelia (El País).
En 2015 comienza la trilogía de Electro junto a Manu Carbajo, cuya continuación, Aura, se publicó también en 2015 y Némesis, su desenlace, fue publicado en 2016, dando por terminada la trilogía. El 12 de mayo de 2016 se publicó Latidos, escrito de la misma forma que Pulsaciones, con Francesc Miralles. En 2015 empezó una nueva trilogía de Electro junto con el director Manu Carbajo a la que pertenecen también Aura de 2015 y Nemesis de 2016, ese mismo año apareció Latidos además de  El (sin)sentido del amor. En 2017 publicó con Andrea Compton, María Herrejón y Jedet Sánchez un libro llamado Y luego ganas tú, que son cinco relatos en contra del bullying. En 2018 publicó Prohibido creer en historias de amor.
El 4 de julio de 2021 denunció una agresión homófoba por parte de un agente municipal contra su novio Andrés durante el Orgullo de Madrid. En el juicio, aunque se demostró que Andrés recibió una bofetada por parte de un agente, el acusado quedó absuelto por falta de pruebas. Noveló sus experiencias en Lo que pasó (2024). En 2022 Javier y Andrés contrajeron matrimonio.
Dicta clases de escritura creativa, administra sus propias redes sociales y es uno de los fundadores de la revista digital de literatura juvenil El templo de las mil puertas. Ha trabajado como editor y ha participado en diversas ponencias, charlas y mesas redondas internacionales sobre las nuevas tecnologías, los jóvenes autores y la situación de la literatura juvenil en España. En 2013 fue seleccionado como integrante del hub español de los Global Shapers, la mayor red de jóvenes líderes menores de 30 años del mundo creada por el Foro Económico Mundial.[cita requerida]
El autor se dio a conocer en internet como administrador de la web crepusculo-es.com, dedicada a la saga Crepúsculo, y actualmente es un conocido youtuber (y booktuber) con más de 276 000 suscriptores en su canal. En sus vídeos habla, entre otras cosas, de sagas de libros o recomendaciones.

## Obras
| Año  | Títulos                                                | Fecha de publicación     | Editorial                   | Páginas | Colección                 | ISBN          | Notas |
| ---- | ------------------------------------------------------ | ------------------------ | --------------------------- | ------- | ------------------------- | ------------- | --- |
| 2009 | Cuentos de Bereth I: Encantamiento de la Luna          | 1 de marzo de 2009       | Versátil                    | 432     | Fantasía Juvenil Versátil | 8493704210    | - |
| 2010 | Cuentos de Bereth II, La maldición de las Musas        | 1 de marzo de 2010       | Versátil                    | 448     | Fantasía Juvenil Versátil | 8492929049    | - |
| 2010 | Tempus Fugit. Ladrones de almas                        | 1 de julio de 2010       | Alfaguara                   | 288     | -                         | 8467240709    | Premio Literatura Joven                                                                                           |
| 2011 | Cuentos de Bereth III: Los versos del Destino          | 1 de abril de 2011       | Versátil                    | 448     | Fantasía Juvenil Versátil | 8492929405    | - |
| 2012 | PLAY                                                   | 4 de octubre de 2012     | Montena                     | 508     | ELLAS MONTENA             | 8484419479    | Derechos comprados y devueltos para adaptación cinematográfica                                                    |
| 2013 | SHOW                                                   | 9 de mayo de 2013        | Montena                     | 480     | ELLAS MONTENA             | 8415580568    | Segunda parte de la trilogía Play                                                                                 |
| 2013 | Pulsaciones                                            | 26 de septiembre de 2013 | SM                          | 197     | Best Seller               | 8467563079    | Novela escrita conjuntamente con Francesc Miralles                                                                |
| 2014 | LIVE                                                   | 13 de marzo de 2014      | Montena                     | 464     | ELLAS MONTENA             | 8490430934    | Tercera y última parte de la trilogía Play                                                                        |
| 2015 | Las Crónicas de Fortuna: 1 El secreto del trapecista   | 13 de enero de 2015      | Destino: Infantil y Juvenil | 336     | Las Crónicas de Fortuna   | 8408135651    | - |
| 2015 | Las Crónicas de Fortuna: 2 El recuerdo del mago        | 2 de junio de 2015       | Destino: Infantil y Juvenil | 352     | Las Crónicas de Fortuna   | 8408141414    | Segunda parte de la saga "Las Crónicas de la Fortuna"                                                             |
| 2015 | El (Sin)sentido del amor                               | 4 de junio de 2015       | Montena                     | 224     | ELLAS MONTENA             | 8490434344    | - |
| 2015 | Electro                                                | 5 de septiembre de 2015  | Edebé                       | 320     | Electro                   | 8468316296    | Novela escrita junto a Manuel Carbajo                                                                             |
| 2015 | Aura                                                   | 30 de octubre de 2015    | Edebé                       | 320     | Electro                   | 846831630X    | Novela escrita junto a Manuel Carbajo. Segunda parte de Electro                                                   |
| 2016 | Las Crónicas de Fortuna: 3 La decisión de la bailarina | 19 de enero de 2016      | Destino: Infantil y Juvenil | 336     | Las Crónicas de Fortuna   | 8408149261    | Tercera y última parte de la saga "Las Crónicas de la Fortuna"                                                    |
| 2016 | Némesis                                                | 15 de marzo de 2016      | Edebé                       | 312     | Electro                   | 8468316318    | Novela escrita junto a Manuel Carbajo. Tercera y última parte de Electro                                          |
| 2016 | Latidos                                                | 12 de mayo de 2016       | SM                          | 224     | Best Seller               | 8467585889    | Novela escrita conjuntamente con Francesc Miralles. Segunda parte de Pulsaciones.                                 |
| 2017 | Por Una Rosa                                           | 16 de marzo de 2017      | Montena                     | 192     | ELLAS MONTENA             | 8490437920    | Antología de La Bella y La Bestia. Escrita junto a Laura Gallego y Benito Taibo.                                  |
| 2017 | Y Luego Ganas Tu                                       | 8 de junio de 2017       | Nube de Tinta               | 208     | NUBE DE TINTA             | 8416588317    | 5 relatos sobre el bullying. Escrito junto a María Herrejón, Andrea Compton, Manu Carbajo y Jédet Sánchez.        |
| 2018 | Prohibido Creer En Historias De Amor                   | 15 de marzo de 2018      | Montena                     | 320     | ELLAS MONTENA             | 8490439814    | Derechos comprados para adaptación audiovisual                                                                    |
| 2018 | No te calles                                           | 8 de junio de 2018       | Nube de Tinta               | 264     | NUBE DE TINTA             | 9786073168250 | 6 relatos sobre el bullying. Escrito junto a Andrea Compton, Chris Pueyo, Fa Orozco, Benito Taibo Y Sara Fratini. |
| 2019 | Esencial                                               | 4 de abril de 2019       | Random Comics               | 176     | -                         | 9788417247379 | Novela escrita junto a Andrea Compton y Lola Rodríguez                                                            |
| 2020 | Los cinco continentes del amor                         | 15 de octubre de 2020    | Novela juvenil              | 224     | NUBE DE TINTA             | 8417605353    | Novela escrita junto a Francesc Miralles                                                                          |